# Festa di santa Barbara
La festa di santa Barbara è la principale festa religiosa di Paternò, in provincia di Catania, dedicata a santa Barbara, la patrona della città, originaria di Nicomedia, in Bitinia (l'attuale İzmit in Turchia) e martirizzata secondo la tradizione nel 306 dal padre Dioscuro.
L'evento si svolge annualmente il 3, 4, 5 e 11 del mese di dicembre, il 27 maggio e il 27 luglio. Il 4 dicembre rappresenta la data del martirio della santa, il 27 maggio è la festa del patrocinio di Santa Barbara durante il quale si ricorda il miracolo della fermata dell'eruzione dell'Etna del 1780, mentre il 27 luglio è la festa della traslazione delle reliquie che vennero portate a Paternò nel 1660 e nel 1731. La festa di Santa Barbara è una delle feste cattoliche più belle e partecipate di Sicilia. 

## Vita di santa Barbara
Della vita di santa Barbara esistono varie agiografie, che presentano notevoli differenze tra loro.
Barbara è figlia di Dioscuro, un uomo di religione pagana. In alcune agiografie, Dioscuro decide di rinchiuderla in una torre a causa della sua grande bellezza, per proteggerla dal mondo esterno e dai pretendenti (che ella comunque respinge sistematicamente): Barbara va quindi a vedere i progetti per la costruzione della torre e, notando che sono presenti solo due finestre, una a nord e una a sud, ordina ai muratori di costruirne una terza, per richiamare la Trinità; prima di entrare nella torre, inoltre, si immerge tre volte in una piscina adiacente, battezzandosi da sola.
Quando Dioscuro scopre la nuova fede della figlia tenta di ucciderla: Barbara riesce a sfuggirgli miracolosamente ma mentre è in fuga viene vista da due pastori, uno dei quali la tradisce rivelando a Dioscuro la sua posizione; riacciuffatala, suo padre la trascina davanti a un magistrato (o prefetto) di nome Martiniano o Marciano. La giovane rifiuta però di abiurare e viene quindi torturata più volte: viene avvolta in panni rozzi e ruvidi che le lacerano la carne, ma Cristo, apparendole di notte, cura le sue ferite. I carnefici tentano quindi di ustionarla, ma le fiamme accese ai suoi fianchi si spengono quasi subito; le vengono poi tagliate le mammelle, colpita la testa con un martello, e viene fatta sfilare nuda per le strade. Alla fine, suo padre la conduce in cima a una montagna e la decapita lui stesso, e insieme con lei subisce il martirio un'altra giovane cristiana, Giuliana; sceso dalla montagna, Dioscuro viene incenerito da un fulmine o da un fuoco venuto dal cielo come punizione per l'omicidio.
Barbara e Giuliana vengono quindi seppellite da un uomo di nome Valentino, e presso la loro tomba cominciano ad avvenire guarigioni miracolose.

## Storia della festa
Il culto religioso di santa Barbara venne introdotto a Paternò dai cavalieri dell'ordine Teutonico attorno al XIII secolo.
Secondo la tradizione in seguito alla peste che colpì la Sicilia nel 1576, diffusasi il 22 luglio in città a partire dall'antico quartiere di Santa Barbara (oggi "Falconieri"), gli abitanti portarono le sue reliquie nella chiesa di Sant'Antonio abate, trasformata in lazzaretto, e ne invocarono la protezione. La liberazione della città dal morbo fu interpretata come un miracolo della santa.
I cittadini da quel momento acclamarono Santa Barbara Patrona principale della città, da qui nasce il desiderio dei paternesi di costruire un nuovo tempio alla Santa Patrona per manifestare il loro affetto e la loro gratitudine: ma non potendo ingrandire la vecchia chiesa, perché sita nel centro abitato, il Pubblico Consiglio acquistò dai Padri Benedettini nel 1583 l'oratorio della Maddalena, che si trovava fuori le mura dell'antica città, e diede così inizio ai lavori di costruzione della nuova chiesa che inglobò il vecchio oratorio.
Il 28 maggio del 1583 il Vescovo di Catania accordò la traslazione del titolo di Santa Barbara dalla vecchia chiesa (che divenne l'attuale chiesa della Madonna dell'Itria) alla nuova chiesa della Patrona. Il 16 Aprile 1669 la chiesa venne elevata parrocchia dal vescovo di Catania mons. Michelangelo Bonadies.
Sono numerosi i miracoli fatti dalla santa nei secoli a Paternò, tra questi il miracolo dello scampato pericolo del terremoto del 28 dicembre 1908 che rase a suolo la città di Messina e il miracolo dell'arresto della lava verificatosi ben due volte, nel 1780 e nel 1983.

## La festa
Preparazione alla festa
Ogni anno la festa viene annunciata ai cittadini, con spari di bombe e sfilate di bande musicali per le vie cittadine, il 3 novembre, cioè un mese prima, che nel linguaggio comune dei paternesi viene chiamato 'u mis'î santa Barbara (il mese di santa Barbara).
Le prime celebrazioni eucaristiche hanno inizio il 18 novembre con l'inizio della solenne quindicina in onore della Santa Patrona. Durante la quindicina le celebrazioni eucaristiche vengono animate da diverse comunità parrocchiali.
Nei giorni di preparazione, sin dalle prime luci del giorno dei giovani si recano sul campanile della chiesa della patrona per dare inizio a un lungo scampanio, che viene chiamato 'a nona.
La tradizionale quindicina in onore alla santa si conclude il 2 dicembre.
La giornata del cereo
La festa ha inizio il 2 dicembre con la giornata del cereo. Per tutta la mattinata i cerei (a Paternò chiamati varette), girano i diversi rioni della città, per poi ritrovarsi alla sera a sfilare insieme per il corso principale fino alla chiesa di Santa Barbara.
I nove cerei, che rappresentano le varie corporazioni cittadine sono:
- dei massai che è il cereo che apre la processione della santa
- dei camionisti, un tempo dei carrettieri;
- degli ortolani;
- dei pescatori;
- dei dipendenti comunali, un tempo dei macellai;
- dei panettieri o mugnai;
- dei commercianti, anticamente dei putiari d'ô vinu, cioè coloro che vendevano il vino;
- dei contadini, il più pesante dei nove
- il cereo degli operai, chiamato anche dei muratori o di santa Barbara, per il fatto che è l'ultima e precede il fercolo della santa;

I cerei sono stati realizzati nel corso del XVIII secolo in legno scolpito e indorato, che nel tempo sono diventati parte integrante della festa. Paternò vanta di avere il maggior numero di cerei in tutta la provincia dopo Catania.
La vigilia

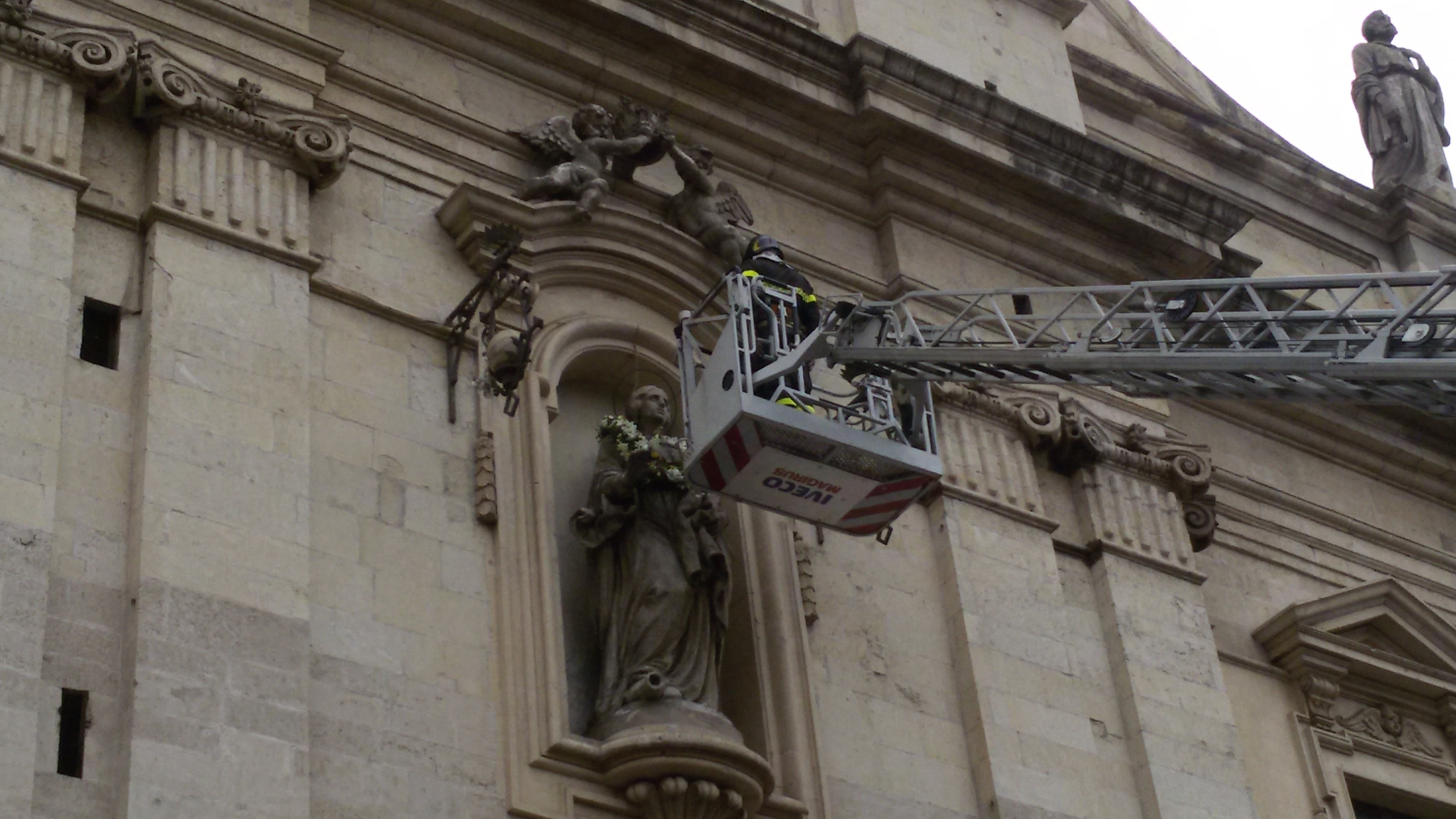
Deposizione di una corona di fiori sulla statua posta sulla facciata della chiesa.

Il giorno della vigilia della festa, il 3 dicembre, nella chiesa di Santa Barbara fin dal mattino, vengono esposte alla venerazione dei fedeli le reliquie della santa. Segue la celebrazione della messa con la partecipazione del corpo dei vigili del fuoco (dei quali è patrona), presieduta dal parroco.
Nella serata vi è la solenne concelebrazione eucaristica, che precede la processione con le reliquie che ogni anno viene celebrata in una diversa parrocchia della città. La processione percorre le vie principali della città, con la partecipazione delle associazioni, delle confraternite, del clero, delle autorità civili e militari e dei fedeli e si conclude nella chiesa di Santa Barbara con la benedizione solenne.
La vigilia si conclude nella tarda serata con la tradizionale entrata dei cantanti con la partecipazione dei bambini delle scuole elementari paternesi che cantano le varie cantate e inni dedicati alla santa patrona, insieme con i bambini vi è anche la partecipazione di numerosi devoti che cantano le antiche cantate dedicate a santa Barbara dette dei "muraturi" e dei "mulinara" che in antichità i paternesi amavano dedicare alla santa durante le festività.
Giorno del martirio di santa Barbara

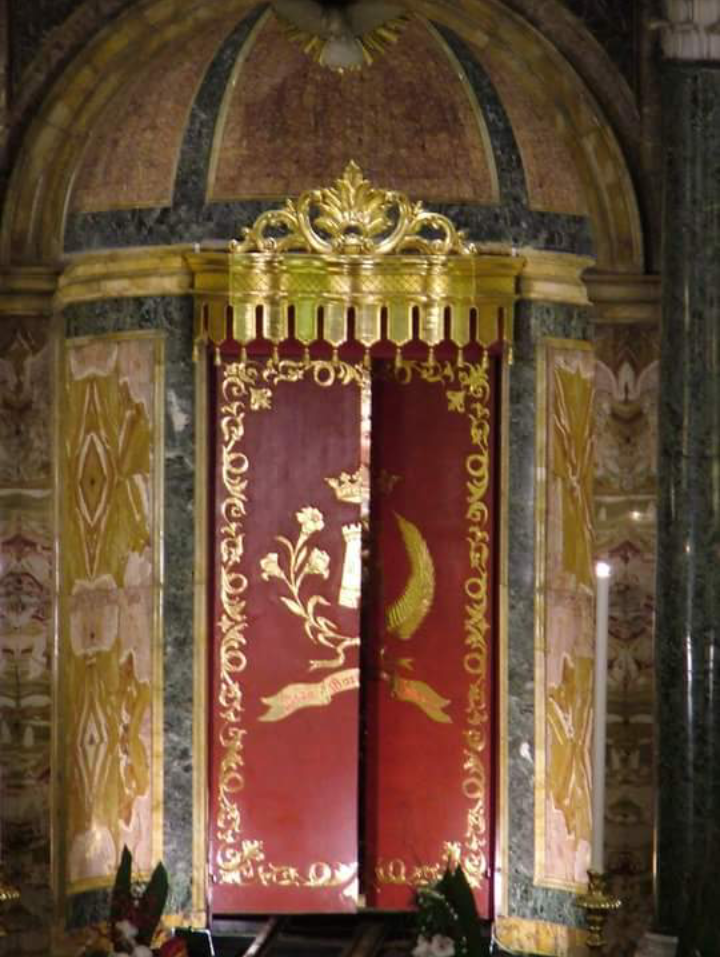
Solenne apertura della cameretta-sacello che contiene il simulacro di Santa Barbara.

Il mattino del 4 dicembre, giorno in cui viene ricordato il Dies Natalis (avvenuto col suo martirio), già dall'alba le campane delle chiese cittadine suonano a festa e vengono sparati 21 colpi dal Castello normanno, mentre le bande musicali suonano per le vie della città.

Verso le ore sette del mattino nella chiesa della patrona si svolge la "svelata della santa" cioè l'apertura della cameretta che custodisce per tutto l'anno il suo simulacro. 

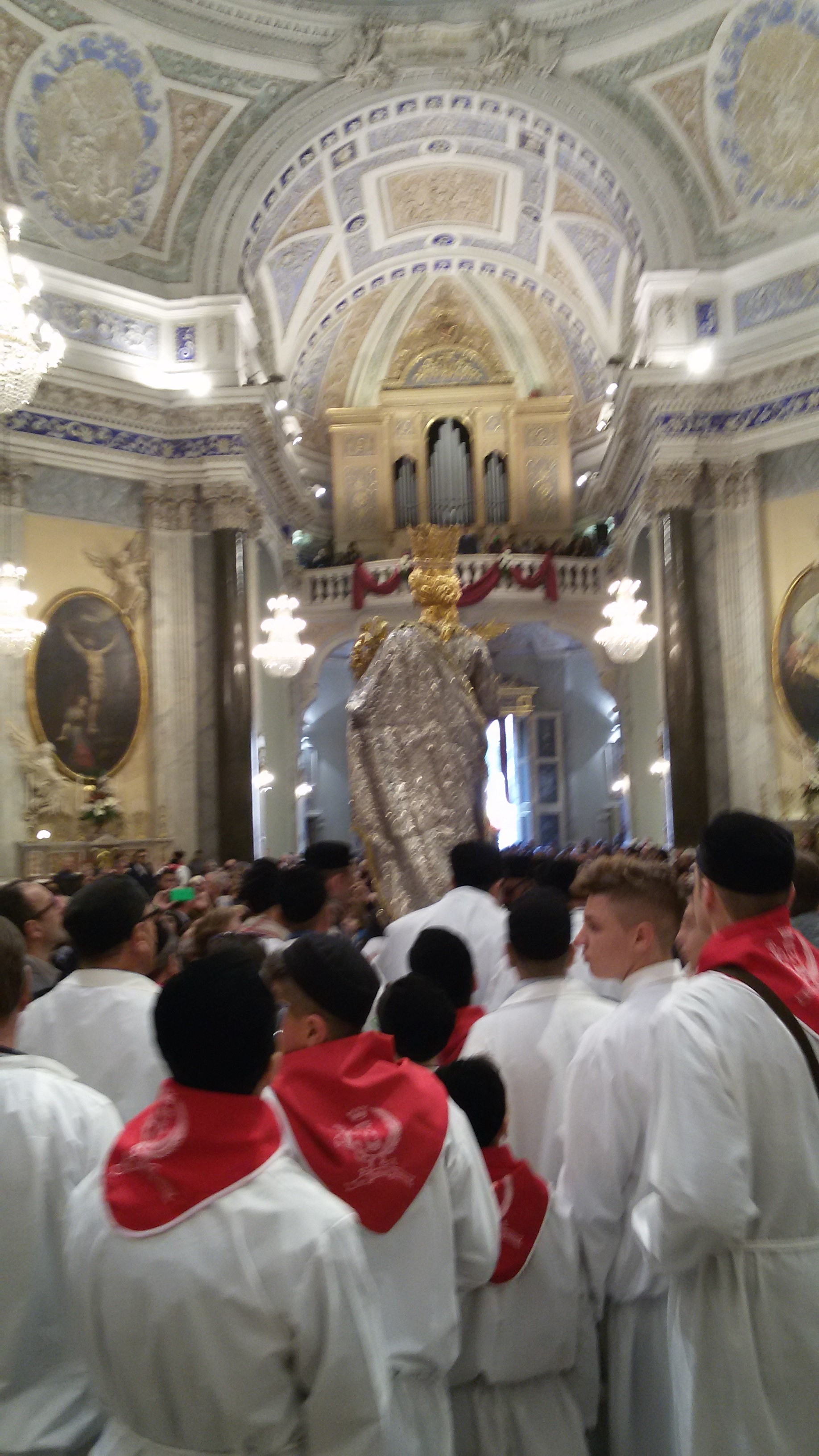
Santa Barbara portata sino al fercolo da alcuni devoti che indossano l'abito votivo.

Successivamente il simulacro e le reliquie della santa vengono portate in processione sull'argenteo fercolo. La prima sosta avviene nel quartiere Falconieri nella chiesa dell'Itria, che prima dell'edificazione della parrocchia di piazza Santa Barbara, aveva ospitato il culto della santa.
La seconda sosta ha luogo in piazza Vittorio Veneto, dove secondo la tradizione sarebbe avvenuto il miracolo del debellamento dell'epidemia di peste, nella piazza hanno luogo i tradizionali fuochi di mezzogiorno, famosi per la loro rumorosità tanto da essere uditi anche nei paesi vicini. Successivamente la vara passa per le varie vie della città e in serata avviene la sosta in piazza Villetta dove ha luogo uno spettacolo pirotecnico, infine la processione continua il suo giro fino al rientro nella chiesa di Santa Barbara, in tarda notte.
Giornata della devozione cittadina
La mattina del 5 dicembre per il corso principale della città, la via Vittorio Emanuele, sfilano tutte le autorità civili e militari sino a piazza Santa Barbara, dove vengono resi gli onori al monumento ai caduti in ricordo delle vittime di tutte le guerre.
All'evento fa seguito la messa pontificale celebrata dall'arcivescovo di Catania. Nel pomeriggio il fercolo fa poi il suo cammino nella zona nord della città e in serata avviene la sosta nell'ospedale di Paternò dove ha luogo la benedizione ai malati, per poi andare in piazza Indipendenza dove ha luogo uno spettacolo piromusicale.
Nella tarda notte, il simulacro e reliquie di Santa Barbara giungono in piazza Santa Barbara, dove avviene un grandioso spettacolo pirotecnico dal Castello Normanno, infine al rientro in chiesa del fercolo, i fedeli assistono al rientro della santa nella sua cameretta.
L'ottava della festa
A una settimana di distanza, le festività riprendono l'11 dicembre con la celebrazione della santa messa, a seguito della quale il simulacro e le reliquie di santa Barbara vengono portate processionalmente nella piazza antistante la chiesa dove avviene la solenne benedizione della città, ovvero la benedizione con le reliquie nei quattro punti cardinali per far arrivare la benedizione in ogni zona della città, per poi essere definitivamente riposti nella sua cameretta.

## L'inno
Durante i giorni di festa viene intonato l'inno a Santa Barbara:
«Gloriosa t'affacci dai cieli, o Barbara, Santa di Dio, volgendoti a noi con un pio sorriso d'amor, sorriso d'amor.
Tu buona ai fedeli riveli il dolce mister di tua vita, dall'alba gentile e fiorita di niveo candor, di niveo candor.
Tu sprezzi serena, nel mondo, promesse, lusinghe, tesori: ti fai degli eterni splendori un mistico vel, un mistico vel.
Divina fiorisce la speme di tra le tue spine e il pianto; irraggi dal volto l'incanto d'eccelsa beltà, d'eccelsa beltà.
La morte il tuo cuore non teme -dei Santi la morte è preziosa- al giglio tu intrecci la rosa di tua carità, di tua carità.
O Vergine, o Martire, o stella dei cuori che san le tempeste, se fiero il maligno ne investe, soccorrici tu, soccorrici tu.
O Barbara, o mite sorella, difendici ora e nell'ora di morte, perché sia l'aurora di vita lassù, di vita lassù.
Gloriosa t'affacci dai cieli, o Barbara, Santa di Dio, volgendoti a noi con un pio sorriso d'amor, sorriso d'amor.»

## Il fercolo
Il fercolo di santa Barbara è la pesante macchina, priva di motore, che trasporta il simulacro e le reliquie di Santa Barbara per le vie della città, esso è composto da uno scheletro interno in legno ed è interamente coperto da argento cesellato ed è stato realizzato a metà dell'Ottocento in sostituzione del più piccolo degli inizi del 600, nel nuovo fercolo sono presenti alcune parti dell'antico come le artistiche formelle in argento cesellato che riproducono le scene della vita e del martirio della santa. Il fercolo è formato da sei colonne e il tetto è interamente coperto da putti in argento cesellato, sul tetto sono presenti sei angeli. All'interno del fercolo è presente una torre in argento con tre finestre, che è uno dei tanti simboli della santa.
La parte sottostante chiamata baiardo, è la parte che serve a spingere il fercolo che viene interamente spinto a mano e trascinato dai portatori, il fercolo di Santa Barbara possiede ruote in cemento e non possiede sterzo e per girare è necessaria la spinta dei numerosi portatori, in alcuni casi il fercolo viene alzato a spalla per le manovre più complicate. Dal baiardo partono due lunghi cordoni che vengono tirati dai portatori per trascinare il pesante fercolo.
Durante le processioni di dicembre il fercolo viene decorato da eleganti composizioni floreali che pur cambiando la loro composizione non cambiano i loro colori cioè il bianco simbolo della verginità e il rosso simbolo del martirio.

## Il simulacro
Il simulacro di Santa Barbara, è stato realizzato nel 1745. L'opera è particolarmente bella per la plasticità della posa e per il realismo del volto realizzato in sacco e gesso e ricoperto da smalti così come le mani e i piedi. L'abito della santa è interamente composto da lastre d'argento cesellato. Esso è opera di un autore ignoto appartenente alla scuola degli argentieri catanesi. Il simulacro contiene una reliquia della santa e per le feste di dicembre viene interamente coperto da migliaia di gioielli o ex voto che sono stati donati alla santa per grazie ricevute, tra gli ori più importanti vi è la collana pettorale della santa, interamente in oro, che reca all'estremità il prezioso Toson d'oro: onorificenza che i re borbonici usavano concedere ai nobili che si erano distinti per particolari meriti, il pettorale venne donato alla santa dalla nobile famiglia Moncada di Paternò. Un'altra collana in argento dorato con all'estremità un medaglione recante i simboli della santa martire fu realizzata e donata nel 1800 a ricordo e ringraziamento dell'arresto della colata lavica del 1780. A questi gioielli si aggiunge il mazzo di fiori che la santa tiene nella mano sinistra insieme al libro dei vangeli ,che fu realizzato nel 1934 dalla casa Staurino e Protti di Valenza con offerte in oro dei cittadini in sostituzione di un altro più antico in oro, l'opera costituita in oro e rubini in ogni fiore, costituisce una composizione floreale di gigli, simbolo di purezza, di rose, simbolo dell'amore per Cristo e del Martirio e gelsomini, che stanno a indicare il profumo della santità. La corona, simbolo di gloria, posta sul capo della santa, e la palma, simbolo del martirio, entrambe in oro, sono state realizzate nel 1969 in sostituzione anch'esse delle precedenti in argento con una raccolta di denaro e di ex voto. Nel 2004 vi fu un restauro del simulacro, che col tempo si era gravemente danneggiato e inoltre presentava vari fori causati dai numerosi ex voto che venivano incastonati direttamente nel simulacro. Inoltre sia la corona che la palma sono state riadattate e la corona è stata arricchita da ulteriori pietre preziose. Nel 2000 in occasione del Giubileo l'amministrazione comunale del tempo ha donato alla santa patrona le chiavi della città, realizzate in argento cesellato, per rinnovare l'atto di affidamento della città alla santa patrona all'inizio del nuovo millennio.

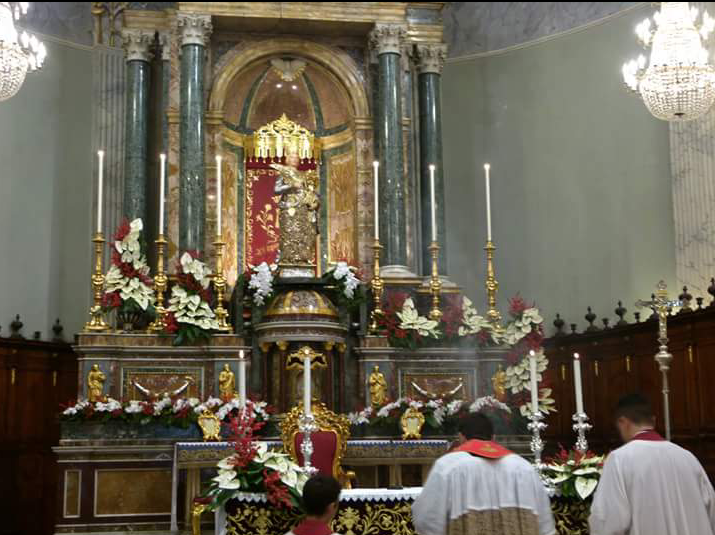
Il parroco incensa il simulacro di Santa Barbara (posto sull'altare maggiore della chiesa) con la presenza di alcuni ministranti.

## Le reliquie
Paternò vanta di avere ben sei reliquie della santa tra cui il braccio, donato nel 1660 da fra Stefano De Marinis, la mascella, donata nel 1731 dai Padri Benedettini della chiesa della Gancia di Paternò e un dito. Tutte le reliquie sono contenute all'interno di splendidi reliquiari in argento e alcune di esse si trovano all'interno del simulacro della Santa e del busto reliquiario.
Tutte le reliquie vengono conservate e portate in processione all'interno di uno scrigno in argento che durante l'anno è custodito sotto l'altare maggiore della chiesa di Santa Barbara.

## La festa di maggio
La festa ha luogo il 27 maggio, e rappresenta il patrocinio della santa a Paternò, che si svolge dal 1983.

Venne istituita in occasione dell'eruzione dell'Etna nel 1780, la cui lava minacciava di raggiungere la città di Paternò. Il 27 maggio dello stesso anno, dalla chiesa di Santa Barbara si snodò una processione penitenziale con il busto reliquiario della santa accompagnato. Secondo la tradizione la lava si sarebbe fermata quando la processione giunse presso il feudo di Ragalna ponendo le reliquie davanti al fronte lavico.

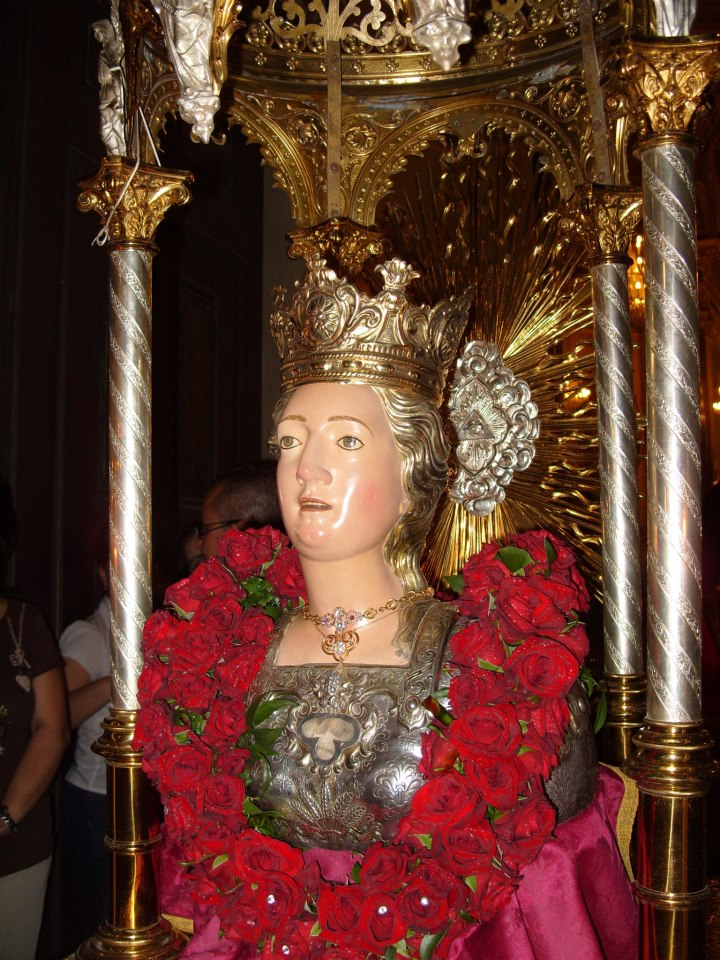
Mezzobusto reliquiario di Santa Barbara chiamato comunemente Santa Barbara delle rose.

La festa è conosciuta dai paternesi con l'appellativo di Santa Barbara delle rose in quanto il busto della santa viene adornato da una corona di rose. Tale usanza risale alla prima processione del 1780 quando, avvenuto il miracolo, i fedeli intrecciarono una corona di rose, ponendola sul busto della santa durante la processione di ritorno al paese.

## La festa di luglio

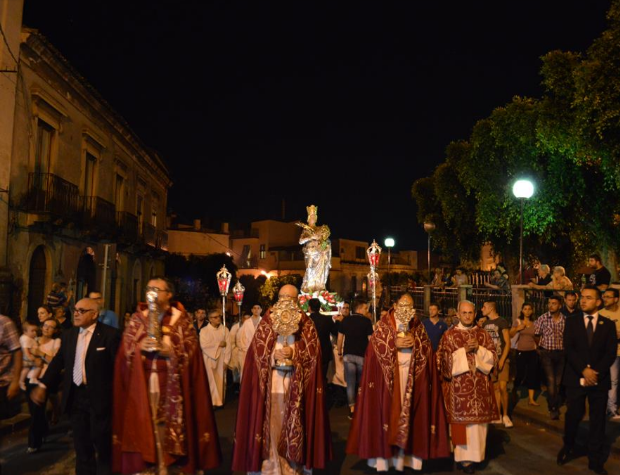
Processione del 27 luglio. Festa della traslazione delle reliquie.

Definita anche festa di Santa Barbara di mezza estate ha luogo il 27 luglio e rievoca la traslazione delle reliquie della santa.
Tale festività trae origine quando nel 10 luglio 1660 venne donata ai giurati di Paternò la reliquia del braccio della santa da parte di fra Stefano de Marinis dell'ordine dei predicatori, del convento di Messina e il 27 luglio del 1667 venne donata alla chiesa di Santa Barbara.
Il 27 luglio del 1731 i padri benedettini della chiesa della Gancia di Paternò donarono un'altra reliquia di santa Barbara alla chiesa della santa patrona.
In questo giorno il simulacro della santa viene esposto ai fedeli all'interno della chiesa per le celebrazioni delle Sante Messe. Al termine della celebrazione eucaristica serale il simulacro viene portato a spalla per una breve processione toccando tutti i territori parrocchiali. Al termine della processione il simulacro dell'amata santa patrona viene riposto nella sua cameretta.

## Tradizioni culinarie

### Il torrone
Il dolce principale della festa di Santa Barbara è il torrone che è composto da albume d'uovo, miele e zucchero, farcito con mandorle, noci, arachidi o nocciole tostate; spesso ricoperto da due strati d'ostia. Il suo nome deriva dal verbo latino torreo che significa abbrustolire con riferimento alla tostatura delle nocciole che lo compongono.
Solitamente viene fatto in casa, ma è presente in tutte le pasticcerie e bancarelle della città durante la festa.
Da qualche anno il "Circolo cittadino Santa Barbara" ha introdotto la tradizione dei "Biscotti di Santa Barbara", ovvero dei biscotti agli agrumi di Paternò che riproducono il simulacro e i simboli della Santa.

## Feste sospese
• Durante la seconda guerra mondiale le feste esterne di S. Barbara furono sospese.
• Nel 1990, a seguito della Prima guerra del golfo, furono fatte solo le processioni ma in tono ridotto e quasi penitenziario e vennero annullate tutte le manifestazioni folcloristiche ovvero fuochi d'artificio e sfilate di bande musicali.
• Nel 2020 e nel 2021, a causa della pandemia del COVID-19, la festa è stata celebrata solo in forma religiosa e quindi non vi sono state le tradizionali processioni e gli eventi folcloristici del 3, del 4 e del 5 Dicembre, così come per il 27 Maggio e per il 27 Luglio.